# Jean-Pascal van Ypersele de Strihou
Jean-Pascal van Ypersele de Strihou C.M.W., né à Bruxelles en le 14 avril 1957, docteur en sciences physiques de l'UCLouvain (1986) est un climatologue belge, professeur ordinaire de climatologie et de sciences de l'environnement à l'UCLouvain. Ancien vice-président du GIEC (IPCC en anglais), il est partisan de l'atténuation du changement climatique au moyen d'une forte réduction des émissions dues aux combustibles fossiles.

## Biographie

### Jeunesse
Van Ypersele est né à Bruxelles le 14 avril 1957. Il est l'arrière-petit-fils de Henry Carton de Wiart, ancien Premier ministre et plusieurs fois ministre. Il est aussi le neveu de Jacques van Ypersele de Strihou ancien chef de cabinet du roi Baudouin et du roi Albert II.
Dès son jeune âge, il s’est intéressé à l'astronomie. À l’âge de dix ans, il construisait ses premiers télescopes avec des morceaux de gouttière et des  lentilles obtenues chez des opticiens bruxellois. A douze ans, il était lecteur assidu de Sky & Telescope.
En 1971, il devient secrétaire du club amateur Cercle Astronomique de Bruxelles, ce qui le met en contact avec des astronomes professionnels. Le 30 juin 1973, il fait partie d'une équipe internationale d’astronomes, partis au Kenya pour observer la plus longue éclipse solaire du XXe siècle.

### Études
- Licence en physique à l’UCLouvain
- Stage consacré au climat et à la désertification à Nairobi au Programme des Nations unies pour l'environnement (UNEP)[3]
- Thèse de licence sur  l’effet du CO2 sur le climat[3]

### Activités annexes comme étudiant
Comme étudiant universitaire, van Ypersele a plusieurs engagements militants :
- il est membre d'Inter-Environnement, il était influencé par le contenu de la Conférence des Nations unies sur l'environnement de Stockholm de 1972,
- il est cofondateur de la section d'Amnesty International à Louvain-la-Neuve,
- il est membre du Mouvement des Jeunes pour la Paix,
- il milite contre l'apartheid en Afrique du Sud et contre l'extrême droite, et
- il organise une réunion entre les étudiants de l'UCLouvain et Claude Cheysson,  Commissaire européen à la Coopération au Développement.

### Carrière académique
Sa recherche doctorale s'effectue dans le domaine de la climatologie. Sous l'impulsion du professeur André Berger, l’Institut d’astronomie et de géophysique Georges Lemaître de l'UCLouvain avait commencé à étudier les conséquences de l'augmentation de la concentration en gaz à effet de serre sur l'évolution du climat de la Terre.
Van Ypersele a obtenu le doctorat en physique à l'UCLouvain en 1986 (avec grande distinction), avec une thèse fondée sur son travail au National Center for Atmospheric Research (NCAR) (Boulder, États-Unis) sur l'effet du réchauffement climatique sur la calotte glaciaire. Le choix du National Center for Atmospheric Research (NCAR) s’explique par la multitude de moyens technologiques dont ce centre disposait déjà à l'époque. Au NCAR il travaillait avec le climatologue Stephen Schneider. Les promoteurs de son doctorat étaient André Berger (UCLouvain) et Albert Semtner (National Center for Atmospheric Research  et Naval Postgraduate School aux États-Unis, l'un des développeurs du Modular Ocean Model).
Il est professeur ordinaire de climatologie et de sciences de l'environnement à l'université catholique de Louvain, membre du Centre de recherche sur la Terre et le climat Georges-Lemaître. Il a continué à se spécialiser dans la simulation numérique des changements climatiques dans une perspective interdisciplinaire, et a travaillé aux échelles globale et régionale. Il est particulièrement intéressé dans les effets des activités humaines sur le climat, l'impact de la variabilité et des changements climatiques sur les écosystèmes et sur les activités humaines, ainsi que l'adaptation et l'atténuation du changement climatique.
van Ypersele a publié des articles sur un vaste spectre de sujets, comprenant la modélisation de la glace de mer, les paléoclimats, le climat des XXe et XXIe siècles, les changements climatiques régionaux en Europe, au Groenland, et en Afrique, et les problèmes éthiques en lien avec les responsabilités du changement climatique.

## Cours enseignés
Jean-Pascal van Ypersele enseigne à l’université catholique de Louvain
- Climatologie
- Modélisation climatique
- Géographie mathématique
- Sciences de l'environnement

## GIEC

### Années pionnières
En 1979, dix ans avant l’établissement du GIEC, il participait, étudiant âgé de 22 ans à peine, à la  Première Conférence mondiale sur le Climat à Genève, organisé par l’Organisation météorologique mondiale et les Nations unies.
En novembre 1995, il participe à sa première réunion du GIEC (le Groupe d'experts intergouvernemental sur l'évolution du climat, qui étudie les changements climatiques sur Terre) à Madrid, comme seul représentant belge. Il contribue à formuler une brève phrase qui est entrée dans les annales de l’organisation: Un ensemble de preuves suggèrent une influence humaine discernable sur le climat global. Cette prise de position est cruciale, comme elle suggère pour la première fois qu’un changement climatique est en route ; il est démontré et n'est plus une projection théorique du futur.

### Sommets climatiques
Il a développé ses qualités comme négociateur dans à peu près toutes les  Conférences des Parties (COP) de la Convention-cadre des Nations unies sur les changements climatiques, pendant plus de 20 ans,. Lors de ces sommets climatiques, la délégation belge bénéficiait largement de l’avis scientifique et l’engagement de van Ypersele,.
Jean-Pascal van Ypersele était l’un des auteurs principaux du Troisième rapport d'évaluation du GIEC en 2001.
Il a été élu membre du Bureau du GIEC en 2002.
Il a servi plusieurs fois comme réviseur pour les  Rapports d'évaluation et les  Rapports spéciaux du GIEC.
Il était membre du conseil de rédaction du Rapport de Synthèse du  Cinquième rapport d’évaluation en 2014.
De 2008 à 2015, il était vice-président du GIEC.
En 2014, la Belgique a présenté la candidature de Jean-Pascal van Ypersele à la fonction de président du GIEC,, mais lors des élections en 2015 il n’a pas été élu.
Il reste membre actif du GIEC et contribue fortement au développement de son message scientifique, et à sa dissémination. Il a établi la Plateforme wallonne pour le GIEC, avec l’assistance du Gouvernement wallon en Belgique pour faciliter les contacts entre le GIEC, le monde scientifique, les politiciens et la société civile. Il a été nommé par l’UNESCO pour faire partie d’un groupe d’experts) chargé de rédiger la Déclaration de principes éthiques en rapport avec le changement climatique (approuvée par l’assemblée de l’UNESCO en Novembre 2017). En 2016, le Secrétaire général des Nations unies le nommait membre d’un groupe de 15 scientifiques, chargés de préparer le premier rapport mondial sur le développement durable. En 2017, il était l’un des proches conseillers du Premier ministre des Fidji qui présidait la COP23,.
Il s’efforce à démontrer les activités des confondeurs climatiques et du lobby des combustibles fossiles.

### Diplomatie et persuasion
Van Ypersele se montre généralement patient et discret, mais intérieurement il peut bouillir, et, si nécessaire, défendre fermement son point de vue. Typiquement, dans des réunions publiques, il se lèvera et demandera la parole lorsqu’un négationniste du changement climatique crée la confusion. Il exposera son point de vue calmement et avec méthode, avec une mémoire profonde et panoramique pour les données importantes. Aux conférences des COP, il est connu pour sa ténacité.
Il participe à de nombreux évènements liés au changement climatique -en personne ou virtuellement - grâce à ses présentations et à son réseau, partout sur le globe. Un jour il est à Lima, Genève ou Marrakech ; le lendemain il peut parler à Bruxelles devant un auditoire rempli d’étudiants ou de syndicalistes. Deux jours plus tard il s’adresse aux cadres d’une banque multinationale, aux évêques européens ou un groupe de francs-maçons.

### Candidature comme président du GIEC en 2015
En 2014 van Ypersele a été nommé par le gouvernement belge comme candidat à la présidence du GIEC pour remplacer Rajendra Pachauri,,,. 
Pendant vingt mois, il a voyagé autour du monde pour présenter un programme élaboré aux décideurs, scientifiques, industriels et journalistes. Son but était d’augmenter l’influence du GIEC.
Lors de la 42e assemblée plénière du GIEC tenue à Dubrovnik du 5 au 8 octobre 2015, il n'a pas été élu. Malgré le support officiel du gouvernement belge, lors du deuxième tour, il a perdu contre Hoesung Lee avec 56 voix contre 78,.
Comme son mandat de vice-président était terminé, Jean-Pascal van Ypersele a quitté tout poste à responsabilité du GIEC mais s'est déclaré prêt à servir la communauté internationale d'autre manière. Il continue à participer aux sessions plénières du GIEC en tant que représentant de la délégation belge.
Le 2 avril 2019, il annonce qu’il souhaite être à nouveau candidat à la présidence du GIEC,. 
En juillet 2023, il échoue à nouveau à se faire élire.

## Engagements sociétaux et missions publiques
Il est membre depuis 1993 du Conseil fédéral du développement durable (CFDD) (Belgique) et en préside depuis 1998 le groupe de travail « énergie et climat ».

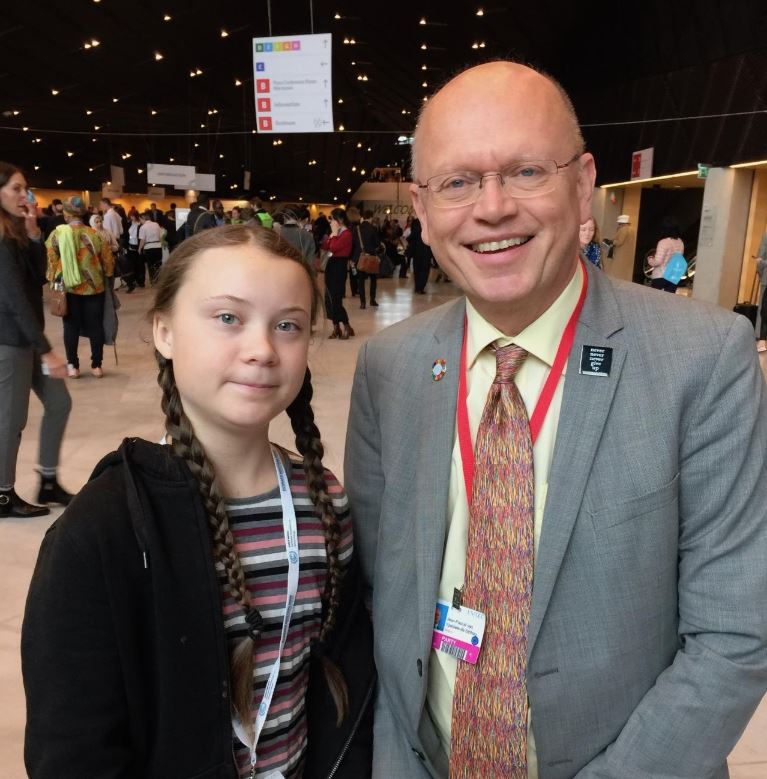
Jean-Pascal van Ypersele et Greta Thunberg à la COP24 à Katowice en 2018

De juillet à décembre 2001, il a été adviseur scientifique de la  présidence belge du Conseil de l'Union européenne pour tout ce qui concerne le climat.
En 2005, il est nommé membre de la commission "Energie 2030" (qui conseille le gouvernement belge sur la transition énergétique).
De 2008 à 2011, il est président du comité scientifique de la plus grande exposition au monde (SOS-Planet) sur le changement climatique dans la gare de Liège-Guillemins.
En 2011, il coorganise le First Stephen Schneider Symposium (Boulder, Colorado, États-Unis d’Amérique). En 2013, il était coprésident du Premier Congrès Interdisciplinaire du Développement Durable à Namur (Belgique), et également coprésident de la seconde édition en 2015 à Louvain-la-Neuve (Belgique). Il a personnellement informé plusieurs chefs d'État, ministres et PDG des problèmes du climat, et a été ou est membre de plusieurs conseils internationaux d’avis et de rédaction (Septième programme-cadre de l’Union européenne, Dutch Climate Research Programme, Météo-France, EU JPI-Climate TAB, Institut royal météorologique de Belgique, la revue scientifique de référence Climatic Change[source insuffisante], établie par Stephen Schneider). 
En 2019 il devient membre d'un groupe de réflexion de scientifiques, établi en synergie avec les grèves scolaires pour le climat de Youth for Climate en Belgique, pendant lesquelles des lycéens abandonnent les cours pour manifester en faveur de mesures contre le changement climatique. Pendant toute l’année 2019, il est un supporter assidu de cette jeunesse révoltée.
En 2019, il est nommé expert de l’EU Horizon 2020 Mission Board for Adaptation to Climate Change, including Societal Transformation.

## Notoriété
Van Ypersele a donné des centaines de conférences et plus de mille interviews à des médias internationaux ; il a presque quatorze mille followers sur Twitter, ce qui le placerait parmi les cinquante climatologues les plus suivis sur Twitter[réf. nécessaire]. 
Il a été le sujet d’un examen du ministère pour le niveau secondaire 5 dans la province de Québec au Canada en 2018.
En 2018, il a eu une certaine renommée aux États-Unis[source insuffisante], lorsque, dans une interview pour l’Associated Press il déclarait que « Personne, même les prétendues superpuissances, ne peut négocier avec les lois de la physique ».

## Principales publications

### Thèse de doctorat
- A Numerical Study of the Response of the Southern Ocean and Its Sea Ice to a CO2-Induced Atmospheric Warming, National Center for Atmospheric Research and Université catholique de Louvain, Boulder (USA) and Louvain-la-Neuve, 1986

### Livres
- In het oog van de klimaatstorm [en néerlandais], Epo, Berchem, 2018[34]
- Meeting report of the IPCC Expert Meeting on Communication. Geneva: World Meteorological Organization, IPCC, 2016[35]
- Une vie au cœur des turbulences climatiques, Entretien avec Jean-Pascal van Ypersele, Philippe Lamotte, Thierry Libaert, Jean-Pascal van Ypersele, postface de Brice Lalonde, Préface de Yann Arthus-Bertrand, Bruxelles, De Boeck supérieur, 2015, 128 p.
- IPCC, 2014: Climate Change 2014: Synthesis Report. Contribution of Working Groups I, II and III to the Fifth Assessment Report of the Intergovernmental Panel on Climate Change [membre du conseil de rédaction]. IPCC, Genève, Suisse, 151 pp.[36]
- van Ypersele, J-P. & Hudon, M. (eds.), Actes du 1er Congrès interdisciplinaire du développement durable : quelle transition pour nos sociétés ?, 6 volumes, Service Public de Wallonie, 2013.
- Climate change and the Belgian development cooperation policy: challenges and opportunities, FPS Foreign Affairs, Foreign Trade and Development Cooperation et Université catholique de Louvain, Bruxelles, 2008.
- Le Treut, H., J.P. van Ypersele, S. Hallegatte et J.C. Hourcade (ed.), Science du changement climatique – Acquis et controverses, IDDRI, Paris, 2004[37]

### Articles dans des revues scientifiques
- 2014. Comparison of one-moment and two-moment bulk microphysics for high-resolution climate simulations of intense precipitation: Atmos. Research[38]
- 2010. The impact of the unilateral EU commitment on the stability of international climate agreements: Climate Policy[39]
- 2009. Assessing dangerous climate change through an update of the Intergovernmental Panel on Climate Change (IPCC) "reasons for concern: Proc. Natl. Acad. Sci. USA[40]
- 2009. PRIMES scenario analysis towards 2030 for Belgium: European Review of Energy Markets, Energy Policy Studies[41]
- 2008. Internal variability in a regional climate model over West Africa: Clim. Dyn.[42]
- 2007. The 1979-2005 Greenland ice sheet melt extent from passive microwave data using an improved version of the melt retrieval XPGR algorithm: Geophys. Res. Lett.[43]
- 2006. The 1988-2003 Greenland ice sheet melt extent using passive microwave satellite data and a regional climate model: Clim. Dyn.[44]
- 2002. Are natural climate forcings able to counteract the projected anthropogenic global warming?: Clim. Change[45]
- 2001. Managing climate risk: Science[46]
- 1999. Potential role of solar variability as an agent for climate change: Clim. Change[47]
- 1999. Volcanic and solar impacts on climate since 1700: Clim. Dyn.[48]
- 1992. Simulation of the Last Glacial Cycle By a Coupled, Sectorially Averaged Climate-ice Sheet Model. 2. Response To Insolation and CO2 Variations: J. Geophys. Res.-Atmos.[49]
- 1991. Simulation of the Last Glacial Cycle By a Coupled, Sectorially Averaged Climate-ice Sheet Model.1. The Climate Model: J. Geophys. Res.-Atmos.[50]
- 1986. Climate and Desertification – Editorial, in van Ypersele J.P. & M. Verstraete (eds), Climate and Desertification Special Issue: Climatic Change[51]

### Autres articles
- 2006. L'injustice fondamentale des changements climatiques, Alternatives Sud, vol. 13 (2), p. 7-20
- 2000. avec Grégoire, J-F. et F. Bartiaux, Nous empruntons la Terre aux enfants d'aujourd'hui et de demain, Lumen Vitae, vol. 55 (1), p. 67-80

### Chapitres dans des œuvres collectifs
- 2012. Comment le GIEC gère-t-il les incertitudes scientifiques?[52]
- 2008. The fundamental injustice of climate change[53]
- 2006. The Relationships Between Population and Environment[54]
- 2004. A few, ou comment affaiblir un texte du GIEC[55]
- 2002. The Kyoto Protocol: an economic and game-theoretic interpretation[56]

## Distinctions honorifiques
- 2006 : Energy and Environment Award de la Fondation polaire internationale
- 2007 : Il était vice-président du groupe de travail II du GIEC lorsque celui-ci a obtenu simultanément à Al Gore, le prix Nobel de la paix pour ses travaux sur les changements climatiques
- 2008 : Chaire Francqui à l’Université libre de Bruxelles[57]
- 2009 : membre de l’Académie royale de Belgique
- 2010 : membre honoraire du Club de Rome (EU Chapter)
- 2011 : Chaire Francqui à KULeuven et HUBrussel[57]
- 2011 :  Commandeur du Mérite wallon (C.M.W.)[58]
- 2014 : grand officier de l'ordre de la Couronne[59]
- 2018 : Leadership Prize du Harvard Club of Belgium[60]